# Justinus von Nassau

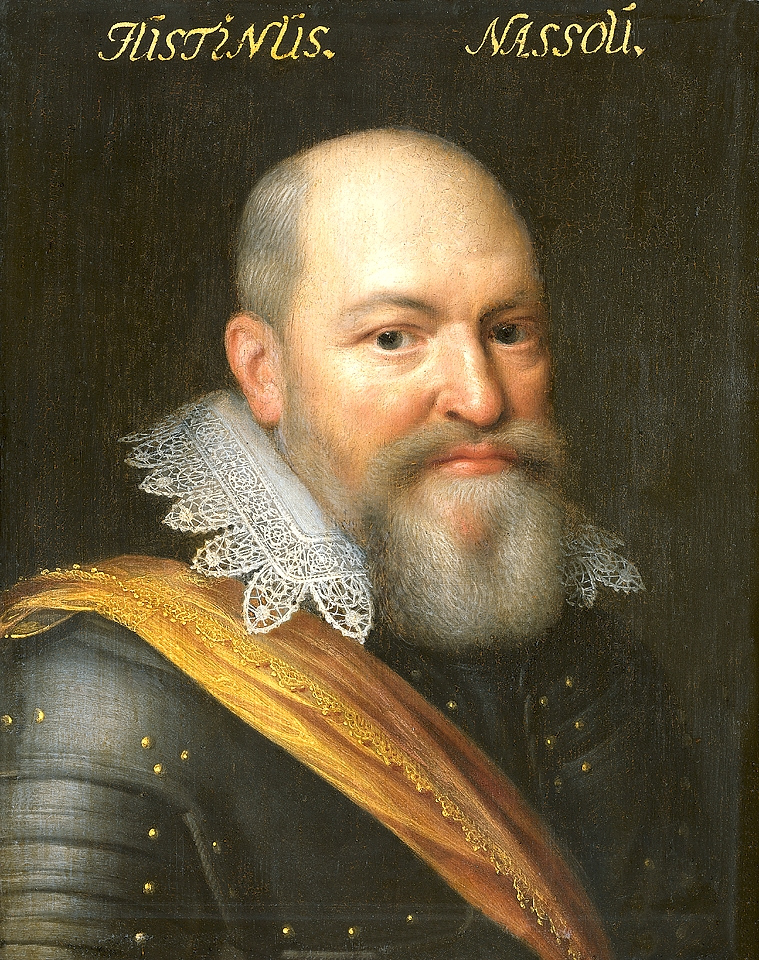
Justinus van Nassau

Justinus I. von Nassau (* 1559; † 26. Juni 1631 in Leiden) war ein niederländischer Admiral.

## Leben
Justinus wurde als unehelicher Sohn des Prinzen Wilhelm von Oranien und Eva Elincx (* wahrscheinlich 1535), der Tochter des Bürgermeisters der Stadt Emmerich, geboren. Er wurde von Wilhelm von Oranien als Sohn anerkannt und besuchte die Leidener Universität. Dann begleitete er den Herzog von Anjou, an dessen Hof er eine standesgemäße Bildung erhielt, bis dieser sich in den Niederlanden unmöglich machte.
Als Freiwilliger nahm er an verschiedenen Unternehmungen, u. a. gegen ’s-Hertogenbosch und den Versuch zum Entsatz Antwerpens Teil. Als der letztere misslang und den Rücktritt des Leutnant-Admirals von Zeeland, Willem Bloys van Treslong, zur Folge hatte, wurde Justinus, obwohl noch ganz jung, zu dieser angesehenen Stelle erhoben. Obwohl bis dahin ohne seemännische Erfahrung wusste er sich doch bald mit seinem Dienst so vertraut zu machen, dass die Vorkehrungen, die Armada und die Transportflotte Parmas voneinander getrennt zu halten, mit überaus großem Geschick und Erfolg von ihm geleitet wurden. Ihm oblag die Blockade der flämischen Häfen und Flüsse, wofür er von den Generalstaaten und seinem Halbbruder Moritz von Oranien manche Auszeichnung erhielt. 1595 führte er eine kleine niederländische Truppenabteilung nach Frankreich, um Heinrich IV. beizustehen, und zeichnete sich im Feld ebenso aus wie zuvor auf See.
Mit Johan van Oldenbarnevelt wurde ihm dann 1595 die Mission zuteil, dem Frieden zwischen Frankreich und Spanien durch eine Gesandtschaft in Frankreich entgegenzuarbeiten. Hier ohne Erfolg hatte dieselbe umso besseren in England. Er wirkte mit Auszeichnung an allen von der Seeseite unterstützten militärischen Unternehmungen des Prinzen Moritz mit, bis er nach dem zwölfjährigen 1609 geschlossenen Waffenstillstand seine Entlassung nahm und Gouverneur von Breda wurde. In dieser Eigenschaft verteidigte er die Festung gegen Ambrogio Spinola. Nur der Mangel an Lebensmitteln zwang ihn im Juli 1625 nach einer Belagerung von elf Monaten zur Kapitulation. Danach lebte er zurückgezogen und starb am 26. Juni 1631.

## Familie
Justinus von Nassau heiratete am 4. Dezember 1597 Anna von Merode (* 9. Januar 1567;†  8. Oktober 1634). Das Paar hatte folgende Kinder:
- Wilhelm Moritz (* Juni 1603;†  1638) ⚭ 13. September 1631  Maria van Aerssen van Sommelsdijk  († 1641)
- Luise Henriette (* 1604; † zwischen 1637 und 1645) ⚭ 27. Februar 1632  Sir Henri Philip Herbert († 1644)
- Philipp (* 1605; †  zwischen 1672 und 1676) ⚭ 1630 Anna Margaretha van Cortembach († 1662)